# New Holland 8060-serie
New Holland 8060-serie är en serie med traktorer tillverkade av den amerikanska tillverkaren New Holland, som bestod av modellerna 8160, 8260, 8360 och 8560. De var den första serien New Hollandtraktorer med en 18-växlad full powershift växellåda. Modellerna fanns med motorer från 100 till 160 hästkrafter.
- 8160: 100 Hk
- 8260: 115 Hk
- 8360: 135 Hk
- 8560: 160 Hk